# Beaugency
Beaugency és una ciutat francesa del departament de Loiret, a la regió de Centre - Vall del Loira.

## Geografia
La ciutat és a la riba dreta del riu Loira a 26 km per sota d'Orleans, a 32 km per sobre de Blois i a 142 km al sud-oest de París. Està compresa dins la Vall del Loira que és considerat Patrimoni de la Humanitat. Comunes limítrofes:
| Villorceau | Messas              | Baule         |
| Tavers     |                     | Lailly-en-Val |
| Tavers     | Saint-Laurent-Nouan | Lailly-en-Val |

## Història
La batalla de Beaugency (1429), també coneguda com a Batalla de Villorceau-Josnes) es va lliurar entre el 16 i el 17 de juny de 1429 i representa la tercera de les victòries de Joana d'Arc en la Campanya del Loira a l'estiu d'aquell any. Destinada a assegurar un estratègic pont, Beaugency forma part de l'últim segment de la Guerra dels Cent Anys.
La batalla de Beaugency del 1870 va ser una batalla de la guerra francoprussiana entre l'exèrcit prussià de Frederic Francesc II de Mecklenburg-Schwerin, i l'exèrcit francès del Loira, del 8 al 10 de desembre de 1870 en el marge esquerre del riu Loira, al nord-oest de la ciutat de Beaugency, i fou guanyada pels prussians.